# Zwillingkogel
Der Zwillingkogel ist ein 2184 m ü. A. hoher, doppelgipfeliger Berg im Toten Gebirge in Oberösterreich. Dem Hetzautal zugewandt ist die sehr steile, aus teilweise brüchigem Fels bestehende Westwand. Nach Süden leitet ein kurzer Grat zum Kreuz. Nach Nordosten führt der Grat der Gaiskarmauer. Nach Osten fällt der Berg steil ins Haselbauerkar ab. Der häufig besuchte Gipfel ist von der Welser Hütte aus erreichbar und bietet einen schönen Rundblick. Am Gipfel befindet sich eine Kassette mit Gipfelbuch.

## Aufstieg
Auf den Gipfel führt kein markierter Anstieg. Der Normalweg verläuft dem Weg 215 folgend zur Welser Hütte und über das Kreuz nach Norden zum Hauptgipfel.